# Eumops hansae
Eumops hansae — вид кажанів родини молосових, поширений у Центральній Америці й північній половині Південної Америки крім Анд.

## Етимологія
грец. εὖ — «хороший, справжній», mops — малайське слово, яке означає «кажан». Hansa — місцевість поблизу Джойнвілю в бразильському штаті Санта-Каталіна, типова місцевість.

## Середовище проживання
Країни мешкання: Бразилія, Колумбія, Коста-Рика, Еквадор, Французька Гвіана, Гаяна, Гондурас, Мексика, Панама, Перу. Зустрічається в низинних тропічних лісах. 

## Морфологія
Морфометрія. Довжина голови й тіла: 61—75, хвіст: 30—41, задні ступні: 8—10, вуха: 17—20, передпліччя: 36—42, вага: 13—20.
Опис. Види малого розміру. Писок загострений, вертикальна верхня губа без складок і зморшок. Вуха довгі, пласкі, спрямовані вперед, утворюючи структуру, як капелюх на очі. Хутро зазвичай блідше при основі. Спина чорнувато-коричнева. Черевна область аналогічного кольору що на спині, без особливої контрастності. Зубна формула: I 1/2, C 1/1, P 2/2, M 3/3, в цілому 30 зубів. 

## Стиль життя
Харчується великими комахами, на яких полюють на великих висотах. Вони сплять невеликими групами від 10 до 20 осіб, у дуплах дерев, серед скель, на дахах покинутих будинків. Сідала використовуються для отримання високої швидкості на початку польоту, тому що їх крила вузькі. У них є два піки активності: за 2 години після заходу сонця й інший, менш інтенсивний перед світанком. Він присутній в незайманих і вторинних лісах, на посівних площах і навіть у міських районах. 